# Ophrys fusca subsp. pallida
Sous-espèce
Synonymes
- Arachnites fuscus (Link) Tod.[2]
- Arachnites pallidus (Raf.) Tod.[1]
- Ophrys africana G.Foelsche & W.Foelsche[2] [3]
- Ophrys akhdarensis (B.Baumann & H.Baumann) P.Delforge[3]
- Ophrys arnoldii P.Delforge[3]
- Ophrys attaviria f. eptapigiensis (Paulus) P.Delforge[3]
- Ophrys attaviria f. thracica (Kreutz) P.Delforge[3]
- Ophrys attaviria subsp. cesmeensis Kreutz[3]
- Ophrys attaviria var. cesmeensis (Kreutz) P.Delforge[3]
- Ophrys attaviria D.Rückbr., U.Rückbr., Wenker & S.Wenker[3]
- Ophrys bilunulata Risso[2] [3]
- Ophrys caesiella P.Delforge[2] [3]
- Ophrys decembris S.Moingeon & J.-M.Moingeon[2]
- Ophrys eptapigiensis Paulus[2]
- Ophrys fabrella Paulus & Ayasse ex P.Delforge[2]
- Ophrys fusca subsp. fusca Link. (préféré par BioLib)[3]
- Ophrys fusca subsp. pectus (Mutel) Kreutz[1]
- Ophrys gackiae P.Delforge[2]
- Ophrys hespera Devillers-Tersch. & Devillers[2]
- Ophrys intermedia Tineo ex Lojac.[2]
- Ophrys laetea Willk. & Lange[2]
- Ophrys malacitana M.R.Lowe, I.Phillips & Paulus[2]
- Ophrys obaesa Lojac.[2]
- Ophrys pallida Raf.[1]
- Ophrys parosica P.Delforge[2]
- Ophrys rueckbrodtiana W.Hahn[2]
- Ophrys sabulosa Paulus & Gack ex P.Delforge[2]
- Ophrys theophrasti Devillers & Devillers-Tersch.[2]
- Ophrys zonata Devillers-Tersch. & Devillers[2]
- Orchis lutea var. subfusca Rchb. f.[2]
- Orchis subfusca (Rchb.f.) Murb.[2]

Ophrys fusca subsp. pallida est une sous-espèce de plantes de la famille des Orchidaceae.